# Проспект Георгія Гонгадзе
Проспе́кт Гео́ргія Гонга́дзе — проспект у Подільському районі міста Києва, житловий масив Виноградар. Пролягає від проспекту Європейського Союзу до проспекту Свободи.
Прилучається вулиця Косенка.

## Історія
Проспект запроєктований у 60-70-х роках XX століття під назвою Нова вулиця, з 1971 року — проспект Радянської України. Сучасна назва на честь Георгія Гонгадзе — з 2007 року. Забудову розпочато наприкінці 1970-х років.

## Установи та заклади
- Подільське районне управління юстиції м. Києва (буд. № 5-Б)
- Загальноосвітня школа № 6 (буд. № 20-І)
- Фінансовий ліцей (буд. № 32-Є)
- Загальноосвітня спеціалізована школа № 257 (буд. № 7-Б)
- Музична школа № 35 (буд. № 9-А)

## Культові споруди
На непарній стороні наприкінці проспекту розташована церква Володимирської ікони Божої Матері. За конфесією належить Українській православній церкві (Московського патріархату). Дерев'яну однобанну церкву зведено у 2009 році.